# Teorema di Minding
Il teorema di Minding è un importante risultato di geometria differenziale, dimostrato da Ferdinand Minding nel 1839, che mostra la validità, sotto opportune condizioni, del viceversa del theorema egregium.
Esso afferma che due superfici regolari aventi la stessa curvatura gaussiana costante sono isometriche. Come conseguenza immediata, tutte le superfici a curvatura costante positiva sono localmente isometriche ad una sfera, quelle a curvatura identicamente nulla sono localmente isometriche al piano e quelle a curvatura costante negativa sono localmente isometriche ad una pseudosfera.